# Soldat (grade)
Pour les articles homonymes, voir Soldat (homonymie).
Le grade de soldat est le premier grade militaire dans plusieurs armées du monde. Il s'agit en fait du premier échelon de la hiérarchie. Est également appelé recrue lors de la formation initiale ou de base.

## Belgique
En Belgique, la personne qui s'engage dans l'armée obtient le grade de soldat, qu’elle desire être volontaire, sous-officier ou officier. Elle monte ensuite en grade suivant le parcours : par exemple, à l'École Royale Militaire (carrière d'officier), la recrue obtient rapidement le grade de caporal. L'insigne est un simple fond noir.
Le Volontaire, pour sa part, obtient, une fois son cycle de formation accompli, suivi au minimum d'une année d'ancienneté, le grade de Premier Soldat. Ce grade n'est pas assimilable au Soldat de première classe qui se trouve être une distinction, c'est un grade à part entière qui donne autorité sur le Soldat. Il est matérialisé par un chevron blanc appointé vers le haut.

## Canada
Dans la Force terrestre des Forces canadiennes, le grade de soldat a trois échelons : soldat recrue, soldat confirmé et soldat qualifié. Le soldat recrue et le soldat confirmé ne portent aucun chevron tandis que le soldat qualifié porte un chevron. Ce dernier est suivi par le grade de caporal. Son équivalent dans la Force maritime est le grade de matelot de troisième classe. Certains métiers utilisent un autre terme que soldat pour ce grade. Par exemple, le génie de combat utilise le terme « sapeur ». Dans ce cas, le soldat recrue porte le titre de « soldat » et obtient le droit d'être appelé « sapeur » en se qualifiant et obtenant son premier chevron.
Dans l'Aviation Royale Canadienne, le grade d'aviateur est utilisé pour désigner celui de soldat. La structure du grade et les trois échelons du grade sont identiques (aviateur recrue, aviateur confirmé et aviateur qualifié).
Le soldat recrue (aviateur recrue dans l'ARC), étant habituellement en formation de base, porte l'insigne des Forces canadiennes à sa coiffure et aucun autre signe distinctif comme un insigne d'unité. En terminant son entraînement de base, le soldat recrue (aviateur recrue dans l'ARC) devient un soldat confirmé (aviateur confirmé dans l'ARC). Le soldat confirmé n'a pas encore complété sa formation de spécialisation ou de métier ou n'a pas cumulé 30 mois de service.
Le soldat/aviateur qualifié est en fait le premier grade d'un soldat/aviateur canadien. C'est un soldat/aviateur qui a terminé son instruction de base, qui est qualifié dans son métier et qui a au moins 30 mois de service. Il porte un chevron dans l'armée et une hélice dans la force aérienne ainsi que les autres signes distinctifs de son unité.
| Précédé par Aucun | Soldat recrue/Aviateur recrue Soldat confirmé/Aviateur confirmé | Suivi par Soldat qualifié/Aviateur qualifié |

| Précédé par Soldat recrue/Aviateur recrue Soldat confirmé/Aviateur confirmé | Soldat qualifié/Aviateur qualifié | Suivi par Caporal |

## France
En France, Soldat est un terme désignant le personnel du rang ainsi que les sous-officiers de l'Armée de terre et n'est pas utilisé comme appellation pour désigner les grades de soldat de deuxième classe ni soldat de première classe[réf. nécessaire]. Ceux-ci sont désignés de préférence par un terme évoquant leur régiment ou spécialité d'appartenance, par exemple, Fantassin, Chasseur, Artilleur, Tirailleur, Conducteur, Cuirassier, Spahis, Dragon, Hussard, Légionnaire, Marsouin, Bigor. Il n'est pas à confondre avec le terme de militaire.
Après le 7e mois et un jour de son incorporation, le soldat passe à la distinction de soldat de première classe[réf. nécessaire].
La solde d'un soldat de deuxième classe, dans l'Armée de terre, en 2013, était de 1233 € nets.
Le terme équivalent dans la Marine est Matelot, dans l'Armée de l'Air, Aviateur.
Dans la Gendarmerie, dont le personnel est principalement sous-officier, il n'y a pas d'équivalent. Le "Gendarme adjoint volontaire" (GAV) est un engagé pour cinq années sous statut militaire, qui est assermenté et dont la vocation est de passer le concours de sous-officier pour devenir Gendarme.

## Suisse

Insigne du grade de soldat de l'armée suisse

À la 13e semaine d'instruction, une recrue reçoit le grade de soldat. Ce grade est le premier de la hiérarchie militaire juste au-dessus de recrue et précède celui d'appointé.

### Soldats célèbres
- Le soldat inconnu, dans de nombreux pays.
- Lucien Bersot, soldat français qui a été fusillé pour l'exemple, pendant la Première Guerre mondiale, pour avoir refusé de porter un pantalon ayant appartenu à un mort.
- Le soldat James Francis Ryan, du film Il faut sauver le soldat Ryan.
- Chelsea Manning (née avec le nom de Bradley Edward Manning), était un soldat des Forces armées des États-Unis, condamnée en 2013 à trente-cinq ans de prison pour avoir transmis différents documents militaires classifiés à WikiLeaks.

#### En littérature
- Les Aventures du brave soldat Švejk, roman de l'écrivain tchèque Jaroslav Hašek.